# Pedro Pineda
Pedro Pineda Deras (Ciudad Nezahualcóyotl, 30 novembre 1971) è un ex calciatore messicano, di ruolo attaccante.

## Carriera

### Club
Ha sempre giocato per club messicani.

### Nazionale
Con la nazionale messicana ha preso parte ai Giochi Olimpici del 1992.

## Palmarès

### Club

#### Competizioni nazionali
- Campionato messicano: 1

Pachuca: Invierno 2001

#### Competizioni internazionali
- CONCACAF Champions League: 1

América: 1992